# 鴨部停留場
鴨部停留場（かもべていりゅうじょう）は、高知県高知市鴨部高町にあるとさでん交通伊野線の路面電車停留場。

## 歴史
鴨部停留場は1907年（明治40年）、伊野線が鏡川橋停留場から咥内停留場まで延伸開通したのに合わせて開業した。

### 年表
- 1907年（明治40年）9月16日：土佐電気鉄道の停留場として開業[1]。
- 2007年（平成19年）1月10日：運賃改定に伴い再び高知市内均一料金区間内となる。
- 2014年（平成26年）10月1日：土佐電気鉄道が高知県交通・土佐電ドリームサービスと経営統合し、とさでん交通が発足[2]。とさでん交通の停留場となる。

## 停留場構造
鴨部停留場は伊野線の併用軌道区間にあり、伊野方面行きは道路上に乗り場がある。ただし当停留場付近は旧国道を通り、軌道敷を除くと道幅は1車線ほどと極めて狭いため、安全地帯となるホームを設けることができず、道路上を白線で区切ることで乗り場としている。
乗り場は2面あり、東西方向に伸びる単線の軌道を挟んで向かい合わせに配置される（相対式）。軌道の南側に伊野方面行きの乗り場、北にはりまや橋方面行きの乗り場があるが、当停留場付近では軌道が道路の北側に寄っているため乗り場が白線で示されるのは伊野方面のみ。はりまや橋方面は何も無く、路肩で乗降を扱う。

## 停留場周辺
- 鏡川
- 高知市立西部中学校
- 高知県立高知国際中学校・高等学校
- フジグラン高知
- 高知銀行朝倉支店
- 四国ガス高知支店
- 郡頭神社
- 国道33号
- 高知県道274号梅ノ辻朝倉線
- 鴨部バス停
- 新道鴨部バス停

## 隣の停留場
とさでん交通
伊野線
鏡川橋停留場 - 鴨部停留場 - （鴨部市場前信号所） - 曙町東町停留場